# Diamonds Are Forever (livro)
Diamonds Are Forever é um romance de espionagem escrito pelo autor britânico Ian Fleming e o quarto livro da série James Bond. A história acompanha o agente secreto britânico James Bond enquanto investiga contrabando de diamantes desde minas em Serra Leoa até Las Vegas nos Estados Unidos, no caminho se envolvendo com Tiffany Case, uma das contrabandistas.
Fleming escreveu Diamonds Are Forever durante suas férias no início de 1955 em sua propriedade Goldeneye na Jamaica. Ele se inspirou em um artigo sobre contrabando de diamantes publicado no jornal The Sunday Times, com boa parte de sua pesquisa para escrever o romance tornando-se a base para seu posterior livro de não-ficção The Diamond Smugglers, publicado em 1957. O romance lida com diversos temas, incluindo viagens internacionais, casamento e a natureza transitória da vida.
Diamonds Are Forever foi publicado no Reino Unido em março de 1956 pela editora Jonathan Cape e foi relativamente bem recebido pela crítica especializada na época. A história foi adaptada pela primeira vez como uma história em quadrinhos serializada no jornal Daily Express, primeiro em um formato resumido e multiparte e depois como uma tira. Foi então adaptado em 1971 como o sétimo filme da série cinematográfica de James Bond, o sexto e último longa-metragem oficial estrelado por Sean Connery.

## Enredo
M, o chefe do Serviço Secreto Britânico, recebe informações da Polícia Metropolitana de Londres e decide enviar o agente James Bond para se infiltrar em uma operação de contrabando de diamantes que começa em minas na colônia real de Serra Leoa e vai até os Estados Unidos. O objetivo de Bond é descobrir os responsáveis pela operação. Ele usa a identidade falsa de "Peter Franks", um ladrão de residências que virou contrabandista de diamantes, e conhece Tiffany Case, uma contrabandista que desenvolveu uma antipatia para com homens por ter sido estuprada quando adolescente.
Bond descobre que a operação é comandada por uma gangue estadunidense liderada pelos irmãos Jack e Seraffimo Spang. Ele segue os rastros de Londres até Nova Iorque. Bond é instruído por Shady Tree, um membro da gangue, a apostar em uma corrida de cavalos manipulada próxima de Saratoga Springs com o objetivo de ganhar sua taxa por carregar os diamantes. Ele se encontra com seu amigo Felix Leiter, um ex-agente da CIA trabalhando como detetive particular investigando as corridas. Leiter suborna o jóquei para garantir o fracasso do esquema para manipular a corrida e pede para que Bond faça o pagamento. Este depois testemunha dois capangas, Wint e Kidd, atacando o jóquei.
Bond entra em contato com Tree para perguntar mais detalhes sobre o pagamento de sua taxa e é instruído a ir ao Hotel Tiara em Las Vegas, uma propriedade de Seraffimo Spang que é usada como a sede da gangue de contrabandistas. Spang também é dono de uma cidade fantasma chamada Spectreville que foi restaurada para ser sua propriedade de verão particular. Bond finalmente é pago por meio de um jogo manipulado de vinte-e-um no cassino do hotel em que a crupiê é Tiffany. Ele desobedece as ordens de Tree e continua a jogar no cassino, ganhando uma grande quantidade de dinheiro. Spang passa a suspeitar de Bond, capturando-o e torturando-o em Spectreville. Ele escapa com a ajuda de Tiffany em um carrinho de mão ferroviário enquanto Spang os persegue em um trem antigo. Bond redireciona os trilhos e consegue matar Spang antes do trem se acidentar. Bond e Tiffany, com a ajuda de Leiter, vão para Nova Iorque e sobem a bordo do transatlântico RMS Queen Elizabeth com destino a Londres. Wint e Kidd os seguem e sequestram Tiffany, planejando matá-la e jogá-la no mar. Bond a resgata e mata os dois capangas, armando a cena para que pareça um assassinato-suicídio.
Tiffany conta a Bond os detalhes da operação de contrabando. A história começa na África, onde um dentista suborna mineiros para contrabandearem diamantes em suas bocas, extraindo as pedras durante consultas de rotina. Em seguida o dentista leva os diamantes para um ponto de encontro com um piloto de helicóptero alemão. Os diamantes acabam indo para Paris e depois para Londres. Tiffany então é instruída por telefone por um contato chamado ABC, se encontrando com uma pessoa que conta que os diamantes serão contrabandeados para Nova Iorque. Os dois chegam em Londres e Bond vai para Freetown em Serra Leoa e depois para o ponto seguinte de contrabando. Jack Spang, que é revelado como sendo ABC, acaba com a operação ao matar todos os participantes. O próprio Spang é morto quando Bond derruba seu helicóptero.

## Antecedentes e escrita
O autor britânico Ian Fleming tinha em meados de 1954 publicado dois romances, Casino Royale em 1953 e Live and Let Die em 1954, enquanto o terceiro, Moonraker, estava sendo editado e preparado para publicação. Nesse mesmo ano ele leu um artigo no jornal The Sunday Times sobre contrabando de diamantes oriundos de Serra Leoa. Fleming considerou essa história como uma possível base para um novo romance e, por meio de um antigo amigo de escola, arranjou de se encontrar com sir Percy Sillitoe, o ex-chefe do Serviço de Segurança Britânico, que na época estava trabalhando na área de segurança da empresa comerciante de diamantes De Beers. O material de pesquisa que Fleming reuniu foi usado tanto em Diamonds Are Forever quanto em The Diamond Smugglers, este um livro de não-ficção publicado em 1957.
Sir William Stephenson, amigo de Fleming, lhe enviou um artigo de revista sobre a estância termal de Saratoga Springs, assim o autor viajou para os Estados Unidos em agosto de 1954, onde se encontrou com seus amigos Ivar Bryce e Ernest Cuneo. Fleming e Cuneo visitaram um banho de lama e, no caminho para um estabelecimento de luxo, erraram o caminho e foram parar em um lugar decadente, com isto se tornando a inspiração para a cena da Acme Mud and Sulphur Baths no livro. Fleming conheceu o socialite William Woodward Jr., que dirigia um Studillac, um carro formado pela carroceria de um Studebaker com um motor de Cadillac. Segundo o autor Henry Chancellor, "a velocidade e conforto [do carro] impressionaram [Fleming], e ele se apropriou descaradamente deste carro" para o romance. Woodward foi pouco depois morto por sua própria esposa, que afirmou que o confundiu com um ladrão, e quando Diamonds Are Forever foi publicado o livro foi dedicado a Bryce, Cuneo e à "memória de W. W. Jr., em Saratoga, em 1954 e 55".

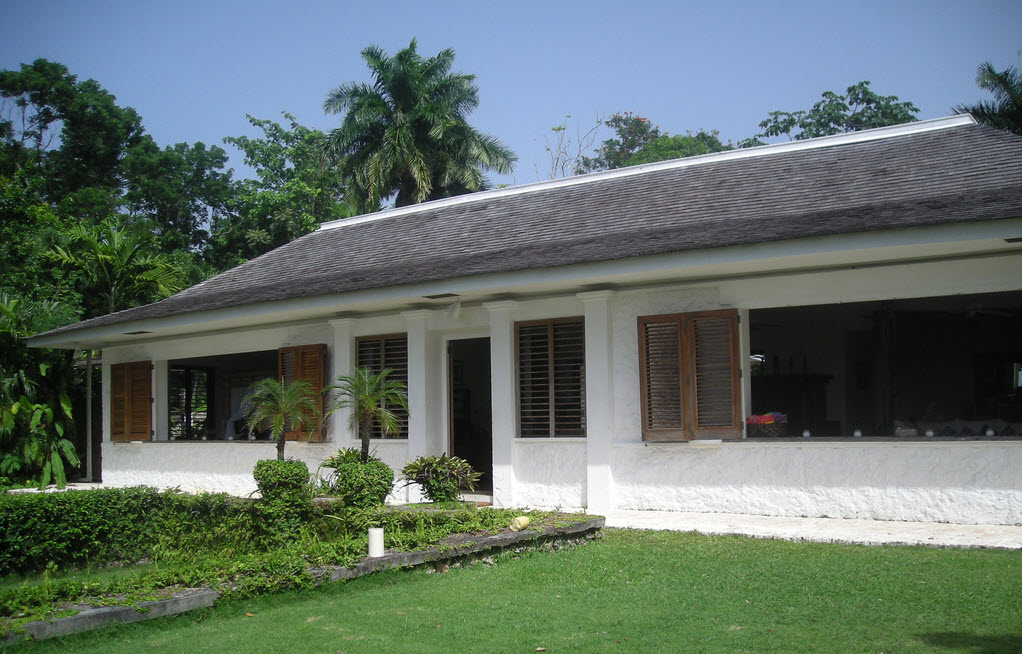
Goldeneye, onde Fleming escreveu todos os romances de James Bond

Fleming viajou para Los Angeles junto com Cuneo e visitou a sede da Inteligência do Departamento de Polícia de Los Angeles, conhecendo o capitão James Hamilton, quem lhe contou informações sobre a organização da máfia nos Estados Unidos. Em seguida Fleming viajou para Las Vegas, onde se hospedou no Sands Hotel and Casino. Ele entrevistou o dono do local, Jack Entratter, que lhe contou sobre os sistemas de segurança e métodos de trapaça que o autor depois usou no romance.
Diamonds Are Forever foi escrito durante as férias de Fleming entre janeiro e fevereiro de 1955 em sua propriedade Goldeneye na Jamaica, mesmo local onde escreveu todas as suas outras obras. Ele seguiu sua prática de escrita usual, detalhada pelo próprio posteriormente em maio de 1963 em um artigo para a revista Books and Bookmen, dizendo que: "Eu escrevo por cerca de três horas pela manhã ... e faço outra hora de trabalho entre seis e sete da noite. Nunca corrijo nada ou volto atrás para ver o que escrevi ... Pela minha fórmula, você escreve duas 2 000 palavras por dia". Ao finalizar o livro ele escreveu para seu amigo Hilary Bray:
| “ | Eu assei um bolo fresco na Jamaica este ano que eu acho que finalmente esgotou minha inventividade pois contém todo tipo de método de fuga e toda variedade de ação de suspense que omiti de meus livros anteriores – de fato, tudo menos a pia da cozinha, e se você puder pensar em um bom enredo envolvendo pias de cozinha, por favor envie depressa. | ” |

Fleming voltou para Londres no Reino Unido em março daquele ano trazendo consigo um manuscrito datilografado completo de 183 páginas; ele anteriormente já tinha escolhido um título para a obra, que era baseado no slogan de propaganda "Um Diamante é Eterno" da edição estadunidense da revista Vogue.
Fleming deu poucas informações sobre datas dentro de suas obras, mas dois escritores identificaram linhas do tempo diferentes a partir de eventos e situações relatados dentro da série James Bond como um todo: John Griswold e Henry Chancellor, ambos os quais escreveram livros à pedido da Ian Fleming Publications. Chancellor colocou os eventos de Diamonds Are Forever em meados de 1954, já Griswold foi mais preciso e considerou que a história se passa entre julho e agosto de 1953.

## Desenvolvimento

### Inspirações

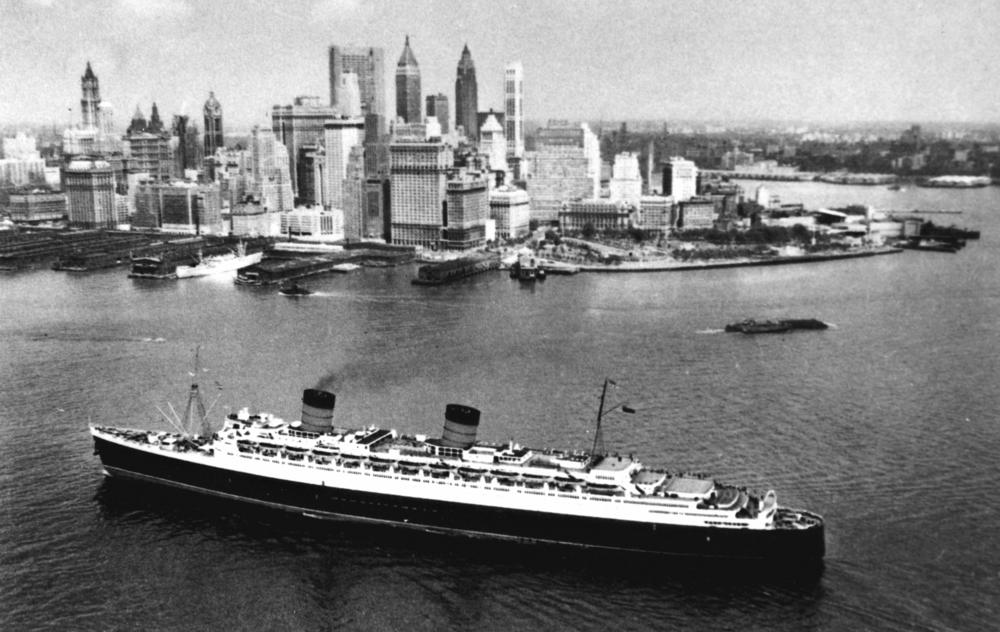
O Queen Elizabeth chegando em Nova Iorque; Fleming viajou para os Estados Unidos a bordo e usou essa experiência como inspiração em Diamonds Are Forever

Fleming tinha anteriormente viajado para os Estados Unidos a bordo do transatlântico RMS Queen Elizabeth, com a experiência proporcionando boa parte das informações de fundo para os quatro últimos capítulos do livro. Sua viagem também tinha incluído uma viagem de trem no Super Chief, durante a qual ele e Cuneo conversaram com o maquinista e engenheiro, e uma excursão no 20th Century Limited, ambos os quais deram informações que Fleming usou para o trem de Spang, o Cannonball. O autor há muito tinha um interesse em trens e passou a associá-los com perigo depois de se envolver em um acidente quase fatal. Além de Diamonds Are Forever, Fleming também colocou trens em Live and Let Die, From Russia, with Love e The Man with the Golden Gun.
Fleming se apropriou de nomes de pessoas que ele conhecia para personagens do livro, assim como fez em várias de suas obras. O nome de Cuneo, um dos companheiros de viagem do autor pelos Estados Unidos, foi usado para Ernie Cuneo, o taxista de Bond em Las Vegas, enquanto um dos vilões homossexuais do livro, "Boofy" Kidd, foi nomeado em homenagem a um de seus amigos mais próximos, e parente de sua esposa, lorde Arthur Gore, 8ª Conde de Arran, que era conhecido entre seus amigos como "Boofy". Arran era um defensor do relaxamento das leis britânicas sobre homossexualidade e soube sobre o uso de seu apelido no livro antes da publicação, reclamando com Fleming, mas isto foi ignorado e o nome permaneceu na versão final. Fleming encontrou o nome Spang, que em alemão antigo significa "fabricante de fivelas de sapato", durante sua viagem pelos Estados Unidos e o usou para os irmãos vilões da história.

### Personagens
O autor Jonathan Kellerman, na introdução da edição de 2006 de Diamonds Are Forever, descreveu Bond como um personagem "surpreendentemente ... complexo" que, diferentemente da sua representação cinematográfica, é "nada mais do que humano. ... O Bond de Fleming comete erros e paga por eles. Ele sente grande dor e arrependimento". O autor Raymond Benson, que depois escreveu vários romances de Bond, afirmou que o personagem se desenvolve em Diamonds Are Forever, construindo a partir da caracterização de Fleming nos três livros anteriores. Seu crescimento vem por meio de seu relacionamento com Tiffany Case, a principal personagem feminina da história. Ele se apaixona, a primeira vez desde Vesper Lynd em Casino Royale. Segundo Benson, Tiffany é representada como forte, solitária e insegura, sendo a "primeira personagem feminina totalmente desenvolvida de Fleming". Os historiadores culturais Janet Woollacott e Tony Bennett escreveram que muitas das personagens femininas principais nos romances de Fleming são incomuns, com Tiffany, junto com Pussy Galore de Goldfinger e Honeychile Rider de Dr. No, sendo "danificada ... sexualmente" por ter sido anteriormente estuprada. O efeito do trauma fez Tiffany trabalhar para os vilões, o que permite que Bond complete sua missão e a alinhe a um estilo de vida mais honesto.
O analista literário LeRoy L. Panek comentou que Diamonds Are Forever junto com os posteriores Goldfinger e The Man with the Golden Gun possuem bandidos como antagonistas, em vez dos tradicionais espiões; o romance é o único no cânone de Bond escrito por Fleming sem uma conexão com a Guerra Fria. Panek, comparando os bandidos aos adversários normais de Bond, os identificou como "pistoleiros meramente incompetentes" quando comparados a Bond, que consegue eliminá-los com relativa facilidade. O semiótico Umberto Eco enxergou os irmãos Spang como precursores da SPECTRE usada por Fleming em romances posteriores. Kingsley Amis, que depois escreveu um romance de Bond, considerou que "não há vilão decente" em Diamonds Are Forever, enquanto Eco considerou que os vilões são fisicamente anormais, bem como muitos dos adversários de Bond. Anthony Synnott, em sua análise das estéticas dos romances de Bond, também considerou que Michael "Shady" Tree se encaixa na categoria de anormal, pois ele é um corcunda ruivo com "um par de olhos chineses que são tão vazios e imóveis que eles podem ter sido contratados por um taxidermista".

## Estilo
Diamonds Are Forever começa com uma passagem em que um escorpião caça e come uma presa, sendo em seguida morto por um dos contrabandistas de diamantes. Eco enxergou esse começo "inteligentemente apresentado" como sendo similar ao começo do filme, comentando que "Fleming se abunda em tais passagens de alta habilidade técnica". O autor William Plomer fez uma revisão do texto do manuscrito e considerou que a obra tinha mérito artístico, escrevendo para Fleming dizendo que as passagens sobre os estábulos dos cavalos em Saratoga Springs eram "o trabalho de um escritor sério". Kellerman considerou que a "Representação de Fleming de Las Vegas nos anos 50 é perversamente precisa e uma das melhores interpretações de tempo e lugar na ficção policial contemporânea. A história é robusta e complexa".
Fleming usou marcas conhecidas e detalhes do dia a dia para produzir uma sensação de realismo, algo que Amis chamou de "o efeito Fleming". Ele descreveu isto como "o uso imaginativo de informação, em que a natureza fantástica que permeia o mundo de Bond ... [é] presa a algum tipo de realidade, ou pelo menos contrabalançado". Benson considerou que o uso de detalhes em Diamonds Are Forever é "rico e extravagante", dando uma representação "interessante e divertida" aos Estados Unidos. Ele considerou que faltava desenvolvimento estrutural, algo compensado pelo desenvolvimento de personagens; Kellerman também achou que o romance era "rico em caracterização".
Benson analisou o estilo de Fleming e identificou o que chamou de "Varredura Fleming": um elemento estilístico do uso de "ganchos" no final dos capítulos a fim de aumentar a tensão e empurrar o leitor para o próximo. Ele considerou que isto estava "em força total" em Diamonds Are Forever, mantendo "um nível constante de excitação".

## Temas
Segundo Benson, o tema principal de Diamonds Are Forever é expressado em seu próprio título, com a permanência das pedras preciosas sendo colocada em contraste com os outros aspectos da história, particularmente os temas de amor e vida. Fleming, próximo do final da história, usa as frases "Morte é eterna. Mas os diamantes também são", com Benson enxergando as pedras preciosas como uma metáfora para a morte e Bond como o "mensageiro da morte".
O jornalista e autor Christopher Hitchens observou que "o paradoxo central das histórias clássicas de Bond é que, apesar de superficialmente dedicadas à guerra anglo-americana contra o comunismo, elas estão cheias de desprezo e ressentimento pela América e os americanos". Benson considerou que Diamonds Are Forever contém exemplos do sentimento de superioridade de Fleming sobre a cultura estadunidense, incluindo sua descrição da sordidez de Las Vegas. Amis destacou que Felix Leiter é
| “ | ... uma nulidade como uma peça de caracterização ... ele, o americano, aceita ordens de Bond, o britânico, e Bond está constantemente se saindo melhor do que ele, mostrando-se não mais corajoso ou mais dedicado, mas mais inteligente, espirituoso, durão, mais engenhoso, a encarnação da pequena antiga Inglaterra. | ” |

O historiador cultural Jeremy Black destacou o tema de viagem internacional em Diamonds Are Forever, algo que ainda era uma novidade para a maioria da população britânica da época. Para Black, estas viagens entre várias locações ao redor do mundo exacerba um problema que ele identificou no livro: não há centro para a história. Diferentemente de outros romances no cânone de Bond, em que Casino Royale tinha Royale-les-Eaux, From Russia, with Love tinha Istambul e Dr. No tinha a Jamaica, Diamonds Are Forever possui várias locações, dois vilões e "sem o fervor megalomaníaco, nenhuma auto-obsessão estranha, no centro sombrio do enredo".
Segundo o biógrafo Andrew Lycett, depois que o romance foi finalizado, Fleming adicionou quatro capítulos extras ao final "quase como uma reflexão tardia". Isto apresentou a questão de casamento e permitiu que Fleming discutisse matrimônio, com Bond dizendo a Tiffany que "A maioria dos casamentos não adiciona duas pessoas juntas. Eles subtraem uma da outra". Lycett comentou que essas adições ocorreram por conta do estado do casamento do próprio Fleming, que estava passando por dificuldades na época.

## Recepção

### Publicação
Diamonds Are Forever foi publicado pela primeira vez no Reino Unido em 26 de março de 1956 pela editora Jonathan Cape, tendo uma arte de capa desenhada por Pat Marriott. A primeira edição de 12,5 mil cópias vendeu rapidamente, assim como nos três livros anteriores. Nos Estados Unidos foi publicado em outubro pela Macmillan. O romance foi serializado no Daily Express a partir de 12 de abril. As vendas de Diamonds Are Forever e dos outros romances de Bond de Fleming receberam um impulso em novembro quando sir Anthony Eden, o primeiro-ministro do Reino Unido, visitou Goldeneye para se recuperar depois da Crise de Suez; a estadia de Eden foi muito divulgada na imprensa. Um novo impulso de vendas ocorreu em 1962 quando o primeiro filme de Bond, Dr. No, estreou, enquanto em 1971 houve outro salto de vendas quando a adaptação de Diamonds Are Forever foi lançada nos cinemas. Uma versão em brochura foi publicada no Reino Unido em fevereiro de 1958 pela Pan Books, vendendo 68 mil unidades antes do final do ano. Várias outras edições em capa dura e brochura de Diamonds Are Forever foram lançadas desde então, com o romance também tendo sido traduzido para diversos idiomas. No Brasil, foi publicado pela primeira vez pela Editora Civilização Brasileira em 1965 com o título de Os Diamantes São Eternos.

### Crítica
Julian Symons do The Times Literary Supplement achou que Fleming tinha qualidades invejáveis, incluindo "um bom olho para locais ... uma habilidade para transmitir seu próprio interesse nas mecânicas de jogos e um ar de conhecimento". Symons também enxergou defeitos, incluindo "sua incapacidade de escrever diálogos convincentes". Ele considerou que Diamonds Are Forever era o "livro mais fraco, história bastante acolchoada sobre contrabando de diamantes" em que "as passagens emocionantes são poucas".
Milward Kennedy, em resenha para o The Manchester Guardian, achou que Fleming estava "determinado a ser tão durão quanto Chandler, se um pouco menos realista", enquanto Maurice Richardson, escrevendo para o The Observer, considerou que Bond era "um dos heróis mais habilmente sintetizados na ficção policial". Richardson escreveu como "Vale destacar o método de Fleming, e recomendá-lo: ele não começa a se entregar às suas fantasias mais selvagens até que ele tenha estabelecido uma base de descrição factual". Elementos de uma resenha por Raymond Chandler para o The Sunday Times foram usados para divulgar o romance; Chandler escreveu que era "a mais bela obra literária que já vi em muito tempo neste gênero ... O sr. Fleming escreve um estilo jornalístico, limpo, arrumado, simples e nunca pretencioso".
Anthony Boucher do The New York Times, um crítico que o biógrafo John Pearson descreveu como "um ávido homem completamente anti-Bond e anti-Fleming", foi ambivalente em sua resenha, achando que "A forma como o Sr. Fleming lida com a América e os americanos é bem acima da média britânica", mas achou que "a narrativa é frouxa e mal resolvida", enquanto Bond soluciona suas missões "mais por músculos e sorte do que por qualquer sinal de inteligência operativa".

## Adaptações
Diamonds Are Forever foi primeiro adaptado como uma tira de quadrinhos diária no jornal Daily Express, sendo posteriormente revendida mundialmente. A adaptação original foi publicada de 10 de agosto de 1959 até 30 de janeiro de 1960. A tira foi escrita por Henry Gammidge e ilustrada por John McLusky.
O romance foi livremente adaptado em um filme de 1971, sendo estrelado por Sean Connery e dirigido por Guy Hamilton. Este longa-metragem foi o sexto e último estrelado por Connery para a Eon Productions, porém o ator retornou ao papel doze anos depois em Never Say Never Again de 1983, produzido por Kevin McClory e Jack Schwartzman.
O romance foi adaptado em julho de 2015 como uma produção de rádio para a BBC Radio 4, estrelada por Toby Stephens como Bond e dirigida por Martin Jarvis.

### Citações
1. 1 2 3 4  Fleming & Kellerman 2006.
2. 1 2  Lycett 1996, p. 258.
3. ↑   «The Books». Ian Fleming Publications. Consultado em 30 de novembro de 2024. Arquivado do original em 10 de agosto de 2015
4. ↑  Benson 1988, p. 11.
5. 1 2 3 4  Chancellor 2005, p. 84.
6. ↑  Pearson 1967, p. 299.
7. 1 2 3  Macintyre 2008, p. 93.
8. ↑  Chancellor 2005, pp. 84–85.
9. ↑  Chancellor 2005, p. 158.
10. ↑  Lycett 1996, p. 272.
11. ↑  Benson 1988, p. 10.
12. ↑  Chancellor 2005, p. 4.
13. 1 2  Faulks 2009, p. 320.
14. ↑  Parker 2014, p. 45.
15. ↑  Pearson 1967, p. 305.
16. ↑  Pearson 1967, p. 298.
17. ↑  Chancellor 2005, p. 89.
18. ↑  Griswold 2006, p. 13.
19. ↑  Chancellor 2005, pp. 98–99.
20. ↑  Lycett 1996, pp. 262, 268.
21. ↑  Benson 1988, p. 9.
22. ↑  Lycett 1996, p. 262.
23. ↑  Black 2005, p. 30.
24. ↑  Chancellor 2005, p. 16.
25. ↑  Chancellor 2005, pp. 112–113.
26. ↑  Macintyre 2008, p. 90.
27. ↑  Chancellor 2005, p. 112.
28. ↑  Chancellor 2005, p. 117.
29. 1 2 3 4  Fleming & Kellerman 2006, p. 289.
30. ↑  Benson 1988, p. 103.
31. ↑  Bennett & Woollacott 1987, pp. 115–116.
32. ↑  Panek 1981, p. 205.
33. ↑  Bennett & Woollacott 2003, p. 25.
34. ↑  Savoye 2013, p. 22.
35. ↑  Panek 1981, pp. 205–206.
36. ↑  Eco 2009, p. 43.
37. ↑  Amis 1966, pp. 154–155.
38. ↑  Eco 2009, p. 38.
39. ↑   Synnott, Anthony (1990). «The Beauty Mystique: Ethics and Aesthetics in the Bond Genre». International Journal of Politics, Culture, and Society. 3 (3): 407–426. JSTOR 20006960. doi:10.1007/BF01384969
40. ↑  Eco 2009, p. 51.
41. ↑  Pearson 1967, p. 315.
42. ↑  Butler 1973, p. 241.
43. ↑  Amis 1966, p. 112.
44. ↑  Amis 1966, pp. 111–112.
45. 1 2 3 4  Benson 1988, p. 102.
46. ↑  Benson 1988, p. 85.
47. ↑  Benson 1988, p. 101.
48. ↑   Hitchens, Christopher (1 de abril de 2006). «Bottoms Up». The Atlantic Monthly. p. 101. Consultado em 1 de dezembro de 2024
49. ↑  Amis 1966, p. 90.
50. ↑  Black 2005, p. 25.
51. ↑  Black 2005, p. 27.
52. ↑  Chancellor 2005, p. 169.
53. ↑  Lycett 1996, p. 268.
54. ↑  Lycett 1996, pp. 267–268.
55. ↑  Lycett 1996, p. 289.
56. ↑  Chancellor 2005, p. 85.
57. ↑  Pearson 1967, p. 333.
58. 1 2  Benson 1988, p. 15.
59. ↑   Fleming, Ian (12 de abril de 1956). «Diamonds Are Forever». Daily Express. Londres. p. 8
60. ↑  Lindner 2009, p. 21.
61. ↑  Bennett & Woollacott 2003, pp. 16–17.
62. ↑   «Diamonds Are Forever». WorldCat. Consultado em 1 de dezembro de 2024
63. ↑   «Diamonds Are Forever». James Bond Brasil. Consultado em 1 de dezembro de 2024
64. ↑   Symons, Julian (27 de abril de 1956). «Contemporary Pictures». The Times Literary Supplement. Londres. p. 251
65. ↑   Kennedy, Milward (6 de julho de 1956). «Some Matters of Life and Death». The Manchester Guardian. Manchester. p. 6
66. ↑   Richardson, Maurice (1 de abril de 1956). «Crime Ration». The Observer. Londres. p. 8
67. ↑   «Sem título». The Observer. Londres. 1 de abril de 1956. p. 9
68. ↑  Pearson 1967, p. 99.
69. ↑   Boucher, Anthony (28 de outubro de 1956). «Report on Criminals at Large». The New York Times. Nova Iorque
70. ↑  Fleming, Gammidge & McLusky 1988, p. 6.
71. 1 2  McLusky et al. 2009, p. 97.
72. ↑   Brooke, Michael. «Diamonds Are Forever (1971)». Screenonline. British Film Institute. Consultado em 1 de dezembro de 2024. Arquivado do original em 24 de setembro de 2015
73. ↑  Barnes & Hearn 2001, p. 152.
74. ↑   «James Bond - Diamonds Are Forever». BBC. Consultado em 1 de dezembro de 2024